# Hieracium einichense
Hieracium einichense es una especie de planta con flor del género Hieracium, de la familia Asteraceae, orden Asterales.

## Distribución
Hieracium einichense se distribuye por Escocia.

## Taxonomía
Fue descrita científicamente por P. D. Sell & D. J. Tennant. Fue publicada en Fl. Gr. Brit. Ireland.